# Joe Modise
Johannes « Joe » Modise, né le 23 mai 1929 à Doornfontein et mort le 26 novembre 2001 à Centurion, est un homme politique d'Afrique du Sud, membre de l'ANC et ministre de la Défense de 1994 à 1999 dans le gouvernement de Nelson Mandela.
Joe Modise fut de 1965 à 1984 le commandant en exil d'Umkhonto we Sizwe (Lance de la Nation), l'aile militaire du Congrès national africain (ANC) en lutte contre le régime d'apartheid.

## Un militant anti-apartheid
Joe Modise est né le 23 mai 1929 dans la province du Transvaal à Doornfontein, près de Johannesburg, fils unique de Miriam et Ezekiel Modise. 
Né dans une famille pauvre, il doit travailler très jeune mais n'en finit pas moins sa scolarité. Il devient ensuite conducteur pour différentes compagnies. 
En 1947, il rejoint la ligue de jeunesse de l'ANC dont il devient l'un des cadres. 
Il devient un militant anti-apartheid très actif à partir des années 1956-1960 lors des expulsions et regroupements de populations dans des quartiers noirs. Il est inculpé puis relaxé. 

## Le commandant militaire d'Umkhonto we Sizwe
Membre fondateur d'Umkhonto we Sizwe (MK), la branche armée de l'ANC, il quitte le pays en 1963 pour éviter d'être arrêté par les forces de sécurité et rejoint la lutte armée en exil en Tanzanie. Il reçoit une formation militaire en Tchécoslovaquie et en Union soviétique. 
En 1965, il prend le commandement de la lutte armée. 
Il établit des bases d'Umkhonto we Sizwe en Tanzanie, en Angola et en Ouganda, supervisant également des programmes d'entraînement de guérilleros dans les pays de l'Est, à Cuba, en Algérie, en Égypte, en Éthiopie ou encore en Chine. 
Durant ces années de lutte contre l'apartheid, il ne s'embarrasse pas des droits de l'homme lesquels sont violés à plusieurs reprises au sein de ces camps d'entraînements. 
Au début des années 1990, Modise est rattrapé par son passé et mis en cause par une commission d'enquête, pour son manque de contrôle sur les violations des droits de l'homme commises dans les camps de l'ANC en exil. En 1998, la Commission de vérité et de réconciliation, dénoncera à son tour la torture "largement utilisée" et les exécutions sommaires dans ces camps au cours des années 1980, sous la responsabilité de Modise.

## Un négociateur reconnu devenu ministre
Modise joua un rôle clef de négociateur lors de la transition démocratique entre 1991 et 1994. 
Réputé pour sa dureté et son intransigeance, Modise n'est pas moins reconnu pour son professionnalisme et son sens du compromis notamment lors du processus de fusion des mouvements de guérilla noirs au sein de la nouvelle armée nationale d'Afrique du Sud (SANDF)
qu'il supervisa en tant que ministre de la Défense à partir de 1994. 
Son épouse, Jackie Sedibe, est à l'époque la première femme nommée général dans l'armée post-apartheid, une promotion qui valut à Modise des accusations de népotisme. 

## En retraite
En 1999, Modise se retire de la vie politique mais prend le temps de superviser de volumineux contrats d'armements publics d'un montant de plus de 5 milliards de dollars (plus de 6 milliards d'euros) et pour lesquels il sera de nouveau épinglé par une commission d'enquête. 
Joe Modise est décédé le 26 novembre 2001 d'un cancer à l'âge de 72 ans, à son domicile de Centurion, près de Pretoria.
Le président Thabo Mbeki a salué en Joe Modise " un pilier de la lutte pour la libération", un "ancien ministre de la Défense du gouvernement démocratiquement élu et combattant vétéran pour la liberté ". 

## Distinctions
- 1997 :  Grand officier de l'ordre du Mono[1]